# رز جزیره ونکوور
رز جزیره ونکوور (نام علمی: Rosa nutkana) از سرده رزها، تیره گلسرخیان است که دارای خارهای تیزی می‌باشد. این گل، بومی جزیره ونکوور است.